# Міський стадіон (Лодзь)
«Міський стадіон Відзева Лодзь» (пол. «Stadion Miejski Widzewa Łódź») — футбольний стадіон у місті Лодзь, Польща, домашня арена ФК «Відзев».
Стадіон на місці сучасного був відкритий ще 1930 року. Протягом всього періоду експлуатації на арені домашні матчі приймав ФК «Відзев». Окрім футбольних матчів, на стадіоні проводилися змагання з різних видів спорту та культурні заходи. На арені домашні матчі приймала збірна Польщі з футболу. Протягом XX століття стадіон зазнавав часткових реконструкцій та модернізацій, в результаті яких він був одним із найпотужніших та найсучасніших у Польщі. Остання реконструкція арени була здійснена у 2007 році. Місткість стадіону становила 10 500 глядачів. До Чемпіонату Європи з футболу 2012 року планувалася капітальна реконструкція арени, однак заявка Лодзі не пройшла конкурс на участь у турнірі. Та вже у 2014 році було підготовлено проєкт будівництва нового сучасного стадіону на місці старого. Того ж року стадіон був закритий. 2015 року стару арену було знесено, а на її місці розпочато будівництво нової, яку споруджено та здано в експлуатацію на початку 2017 року.
Новий Міський стадіон Лодзі є сучасною футбольною ареною: поле з натуральним газоном, трибуни під дахом, який покриває всі сидячі місця, та сучасна інфраструктура.
Неофіційно арену називають іменем Людвіка Соболевського, колишнього президента «Відзева».